# Golling an der Salzach
Golling an der Salzach är en köpingskommun  i distriktet Hallein i förbundslandet Salzburg i Österrike. Den gränsar i väster till Bayern i Tyskland. Kommunen har 4 464 invånare (2024) och består av tre orter (Ortschaften) (inom parentes invånarantal 1 januari 2024):
- Golling an der Salzach (2 082)
- Obergäu (1 390)
- Torren (992)